# Azték nyúl
A azték nyúl vagy más néven vulkánnyúl (Romerolagus diazi) az emlősök (Mammalia) osztályának a nyúlalakúak (Lagomorpha) rendjébe, ezen belül a nyúlfélék (Leporidae) családjába tartozó Romerolagus nem egyetlen faja.

## Elterjedése, élőhelye
Mexikóban őshonos faj, a Mexikóváros körüli vulkanikus vidék bennszülött állata. Az Iztaccíhuatl, a Pelado, a Popocatépetl, és a Tlaloc vulkán oldalain növő fenyőerdők és havasi rétek lakója.
Kedveli a zataton aljnövényzetű fenyőerdőket. A faj veszélybe került az élőhelyének csökkenése, a vadászat és az időszakos égetések miatt.

## Megjelenése
Testhossza 23-32 centiméter, a testtömege 375-600 gramm. Fülei szokatlanul rövidek és lekerekítettek, farka olyan rövid, hogy nem is látható. Rövid, sűrű bundája a hátán és a testoldalán sárgás fekete. Hasán a fedőszőrök töve és a csúcsa fekete.

## Életmódja
Társas életmódot folytat, a csoport létszáma legfeljebb öt egyedet számlál, kora reggel és este mozog. Fűfélékkel táplálkozik.

## Szaporodása
A 38-40 napig tartó vemhességet követően átlagosan kb. 2 utódnak ad életet.